# 诸暨市
诸暨市是中国浙江省下辖县级市，由绍兴市代管。诸暨市经济发达，为全国最具竞争力的县市之一，其综合竞争力2010年位居浙江省第五位，全国百强县（市）第十三位，诸暨因盛产珍珠而号称“珍珠之乡”。诸暨市旧称“暨阳县”，为越国古都，是西施故乡。诸暨市区有西施殿、古城门等文化古迹。市人民政府駐暨阳街道东一路19号。

## 自然环境

### 气候条件
诸暨属亚热带季风气候，温和湿润，四季分明。

### 地理概况
地理上位于长江三角洲南翼，浙东会稽山西麓，钱塘江的重要支流浦阳江流域中段，中为诸暨盆地。地势东西高中间低，符合浙江省典型的七山一水两分田比例。因此人口和经济集中在中部平原。道路也主要为南北走向。境内有著名的国家级风景区——浣江·五泄风景区。

## 人口和文化
2020年，根據第七次全国人口普查全市常住人口为 1218072 人，与 2010 年第六次全国人口普查的 1157938 人相比，十年共增加 60134 人，增长 5.19%，年平均增长率为0.51%。
根据2010年全国人口普查统计，诸暨市拥有户籍人口106.96万。共有姓氏416个。其中陈姓和周姓最多，合占总人口数的13%。其他金姓，何姓，方姓，俞姓也很多。特别东部地区国内比较少见的斯姓有12000多人，多居于东白湖镇斯宅。诸暨周姓人口有7万，相传周敦颐次子的孙子周靖随南宋高宗避难，迁居至紫岩盛厚里，为诸暨周氏祖先。

### 文化教育
文化上推崇耕读传家，非常重视教育。诸暨中学（原名暨阳中学）为浙江省一级重点中学。诸暨二中（诸暨市第二高级中学）、草塔中学（原名智胜公学）、牌头中学（原名同文中学）及学勉中学（原1899年创办的景紫书院）是诸暨另一批优秀高级中学。现诸暨已建成一所大学—浙江农林大学暨阳学院（原浙江农林大学天目学院）。

### 语言
诸暨话属于吳語太湖片臨紹小片，按地方又可分为几种，可按镇、乡来区别，但是大体上接近，因为诸暨各乡镇在生活上，文化上，经济上普遍相融。

### 饮食风俗
作为江南县市，饮食习惯与整个绍兴地区类似，比较流行黄酒，霉干菜，臭豆腐等，但本地产烈酒同山烧是一种纯高粱固态手工蒸馏酒（在江南实属罕见），该酒已成功申报为浙江省第三批非物质文化遗产。当地著名的菜式有西施豆腐。春节有制作糖年糕和炒米花糖（当地俗称豆糕）的习俗。结婚庆喜会赠送亲友面粉制成的彩色小圆子。此外山芋干也是当地特产。

## 行政区划

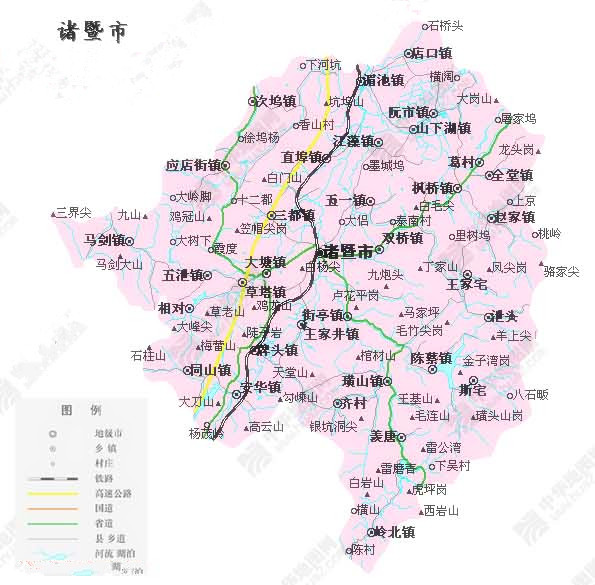
诸暨市地图

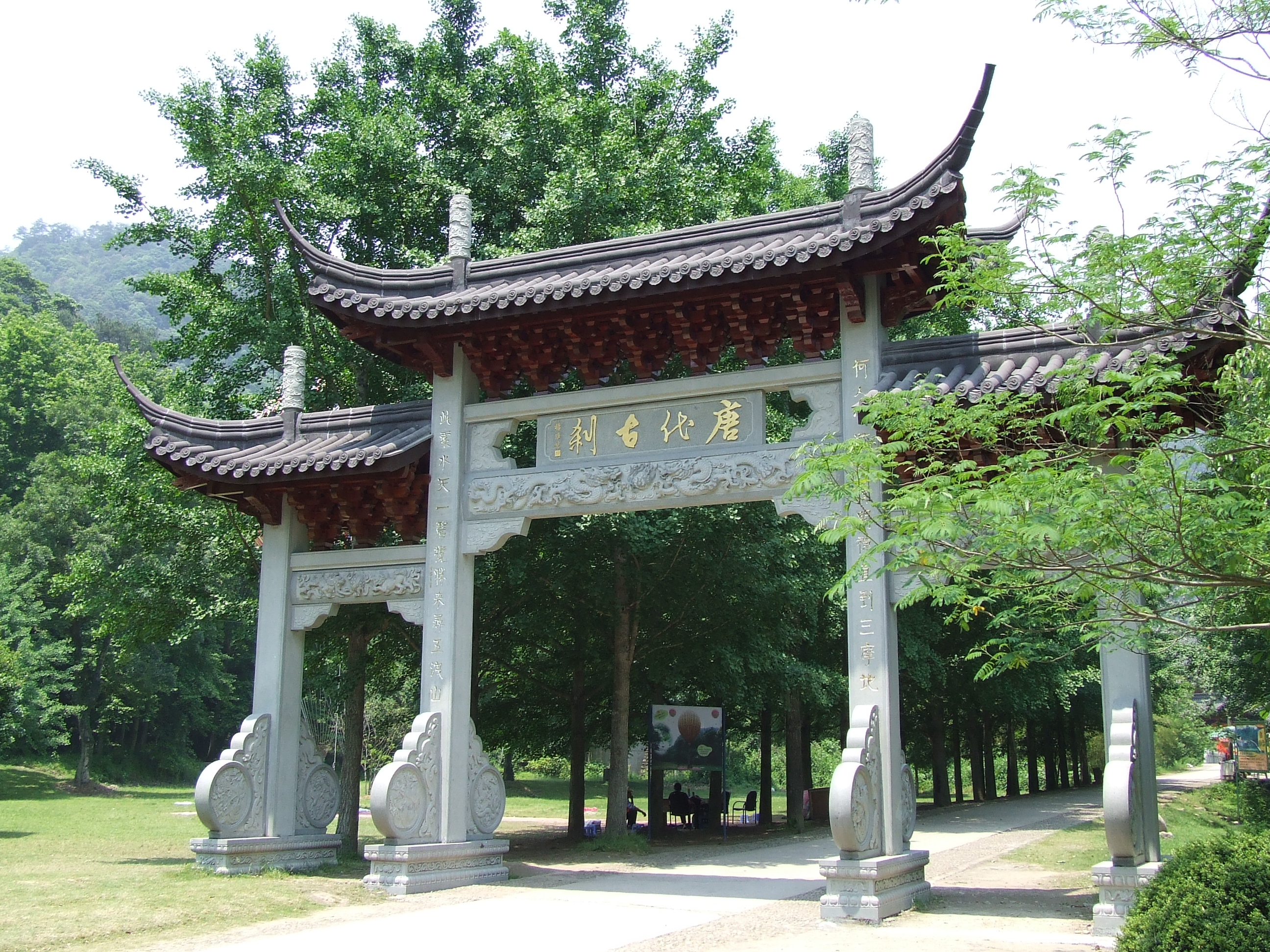
五泄禅寺

诸暨市下辖5个街道办事处、17个镇、1个乡：
暨阳街道、浣东街道、陶朱街道、暨南街道、大唐街道、应店街镇、次坞镇、店口镇、姚江镇、山下湖镇、枫桥镇、赵家镇、马剑镇、五泄镇、牌头镇、同山镇、安华镇、璜山镇、陈宅镇、岭北镇、浬浦镇、东白湖镇和东和乡。

## 歷史
早在新石器时代就有先民在此繁衍生息，为中国古越民族聚居地之一。传说禹至大越，上苗山大集诸侯，驻跸于此，爵有德，封有功，因定此境为「诸暨」，意即天下诸侯到达驻留议事之所。越王曾先后在境内的埤中、大部、勾乘等地建都。秦王政二十五年（前222年）置县，此后名称归属屡有变更，但历代未废，是浙江省最古老的县（市）之一，是中国于越文化的发祥地之一。元元贞元年（1295年）升为州。明洪武二年（1369年）降州为诸暨县，1989年9月撤县设市。

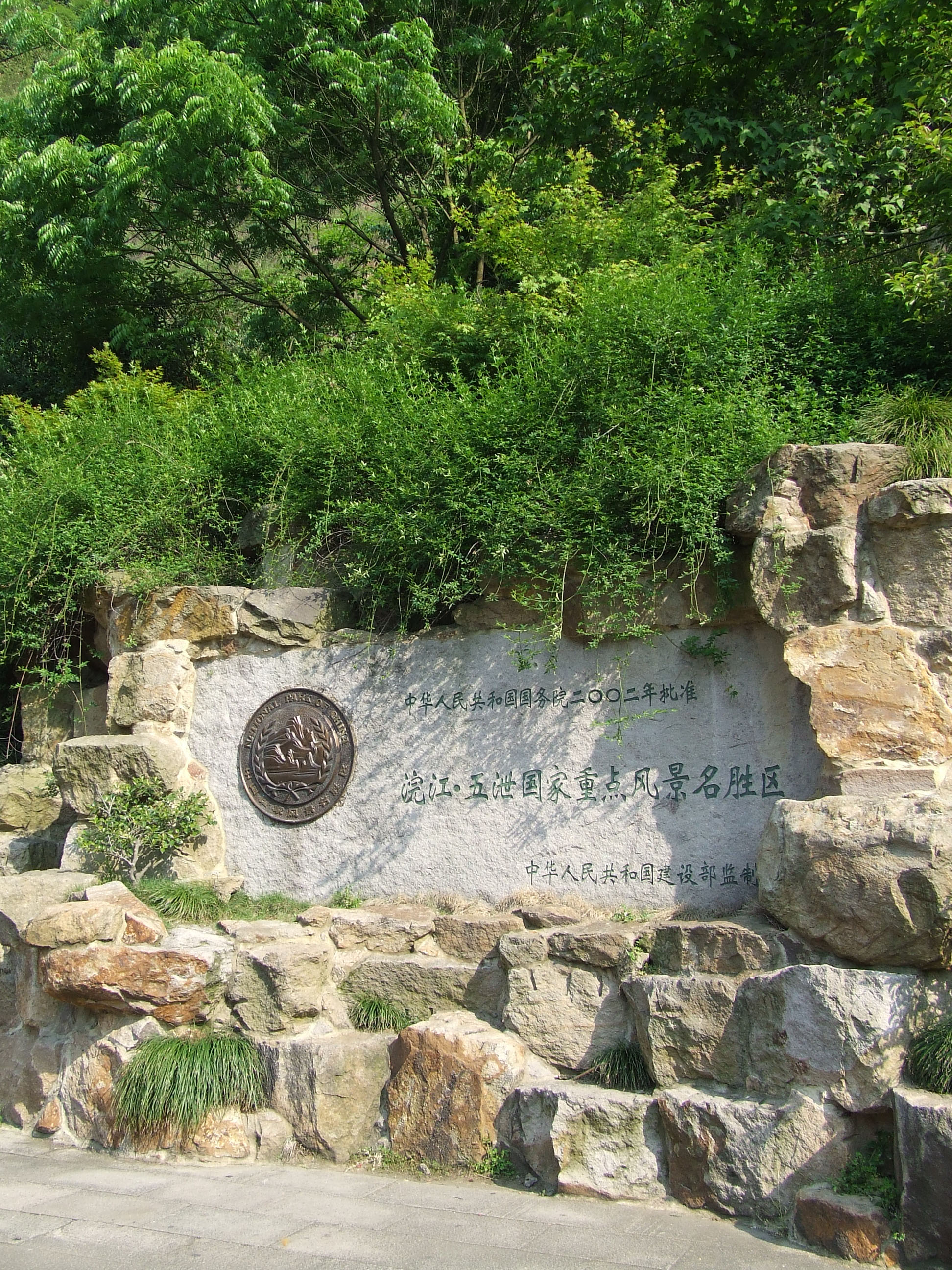
五泄

## 经济
诸暨位于长三角经济区，虽然人均耕地不多，但是依靠浦阳江丰富的水利资源自古农业发达就是江南鱼米之乡。民国时期很多诸暨人和周围地区的其他浙江人一样背井离乡去上海发展，经营小作坊，小工厂以及纺织，保姆等工作。改革开放之后大力发展乡镇，家庭式工业，在纺织和小五金制造方面颇有建树。同时利用西施和五泄这两个自然和人文热点开发旅游产业。
- 纺织工业发达。拥有全国最大制袜产业。
- 小五金工业。弹簧，中小轴承製造。
- 盛产淡水珍珠，建有中国最大的珍珠交易市场，号称珍珠之乡。
- 香榧亦为当地特产。
- 茶叶。
- 主要公司：海亮集团：以有色金属、房地产、农业食品、环境保护、基础教育等为主体的民营企业，位居中国企业500强第151位、中国民营企业500强第15位。

### 资源
- 金属资源主要有金，银，铅，锌，铜，铀，钼，锰，钾。
- 非金属资源主要有萤石，大理石，石煤，石灰石，磷，高岭土，石墨，地开石，白云石，黄砂等。
- 植物资源主要有香果树，浙江七子花，杜仲，天目木姜子，天目木兰，凹叶厚朴，天目紫茎，花榈木金银花等。
- 土特产品主要有板栗，香榧，银杏,笋

## 交通
铁路和公路是诸暨的主要交通手段，浙赣线（现沪昆线的一部分）是中国最早建成的铁路之一。在杭金衢高速公路（现沪昆高速公路的一部分）没有之前货物运输主要依靠杭州通往金华的S03省道。
- 铁路
  - 沪昆铁路 - 上海通往中国南方的干线铁路。现在复线化、电气化、并且高架拉直原有线路。2007年4月动车组开通。从诸暨到上海只需要2小时5分，而民国时期到上海要19小时。
  - 沪昆客运专线 - 2014年12月10日，沪昆客运专线南昌至杭州段通车，诸暨站开行了高速动车组列车[5]。

两线均在诸暨站上下客。
- 公路
  -  杭金衢高速公路 - 杭州通往金华衢州的高速公路。
  -  诸永高速 - 诸暨到永嘉的南北纵向高速公路。全长236公里。使温州到上海大大方便。建设费52.6亿元人民币。
  -  绍诸高速 - 绍兴到诸暨的高速公路。
  -  235国道过境。

- 水运

水运不是诸暨的主要方式。民国时期有沿浦阳江顺流而下经钱塘江，京杭大运河，苏州河到上海的航运路线提供客货服务。近年从环境保护角度出发政府开始大力鼓励水运业。
- 诸暨市客运中心
- 诸暨火车站

## 名胜古迹
有西施故里，五泄，小天竺，斗岩，斯宅千柱屋，勾乘山，浣纱石，东化城寺塔，边氏宗祠等。